# Гарден-Гров

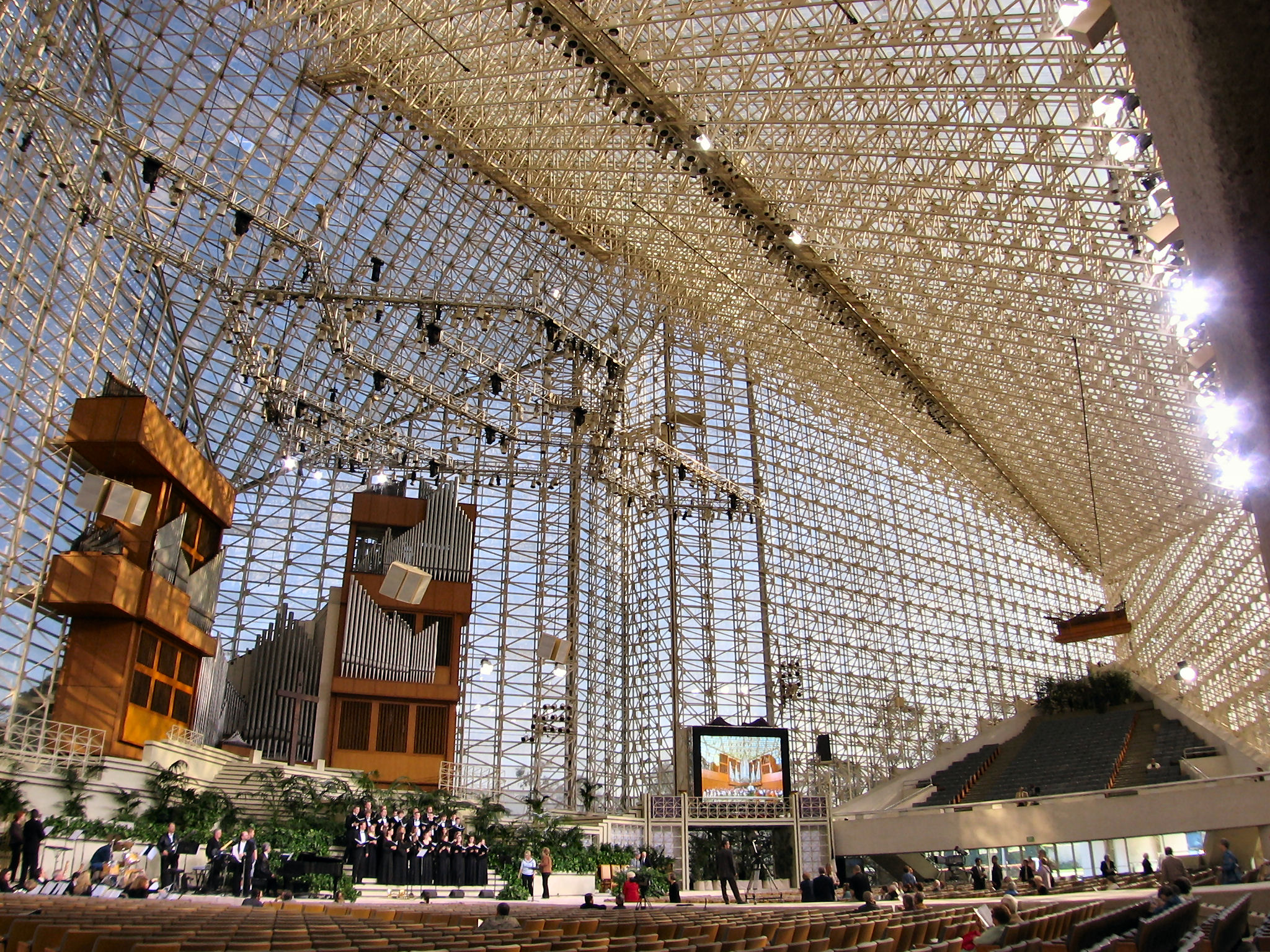
Кришталевий собор в Гарден-Гров

Гарден-Гров, офіційна українська транскрипція Ґарден-Ґров (англ. Garden Grove, дослівно садовий гай) — місто (англ. city) у США, в окрузі Оріндж штату Каліфорнія. Населення — 171 949 осіб (2020). Місто широко відоме завдяки розміщенню в ньому Кришталевого собору, протестантської мегацеркви.

## Географія
Гарден-Гров розташований за координатами 33°46′44″ пн. ш. 117°57′38″ зх. д. / 33.77889° пн. ш. 117.96056° зх. д. (33.778782, -117.960472). За даними Бюро перепису населення США в 2010 році місто мало площу 46,51 км², з яких 46,47 км² — суходіл та 0,05 км² — водойми.

## Історія
Гарден-Гров був заснований в 1874 році. Поштовхом для розвитку міста стала залізниця, яка пройшла тут у 1905 році. У 1956 році населення міста досягло чисельності 44 000 осіб і статус міста був отриманий офіційно. У 1960 році в Гарден-Гров проживало 85 000 осіб, а в 1970 році вже 120 000. Після закінчення В'єтнамської війни у місті розпочався наплив емігрантів з В'єтнаму.

## Населення
Згідно з переписом 2010 року, у місті мешкали 170 883 особи в 46 037 домогосподарствах у складі 37 113 родин. Густота населення становила 3674 особи/км². Було 47755 помешкань (1027/км²).
Расовий склад населення:
| - 39,9 % — білих - 37,1 % — азіатів - 1,3 % — чорних або афроамериканців - 0,6 % — вихідців з тихоокеанських островів - 0,6 % — корінних американців - 16,9 % — осіб інших рас |

До двох чи більше рас належало 3,6 %. Частка іспаномовних становила 36,9 % від усіх жителів.
За віковим діапазоном населення розподілялося таким чином: 25,6 % — особи молодші 18 років, 63,6 % — особи у віці 18—64 років, 10,8 % — особи у віці 65 років та старші. Медіана віку мешканця становила 35,6 року. На 100 осіб жіночої статі у місті припадало 99,6 чоловіків; на 100 жінок у віці від 18 років та старших — 97,7 чоловіків також старших 18 років.
Середній дохід на одне домашнє господарство становив 73 648 доларів США (медіана — 58 449), а середній дохід на одну сім'ю — 76 456 доларів (медіана — 61 577). Медіана доходів становила 39 631 долар для чоловіків та 35 922 долари для жінок. За межею бідності перебувало 17,6 % осіб, у тому числі 25,1 % дітей у віці до 18 років та 12,7 % осіб у віці 65 років та старших.
Цивільне працевлаштоване населення становило 80 580 осіб. Основні галузі зайнятості: виробництво — 17,4 %, освіта, охорона здоров'я та соціальна допомога — 17,3 %, мистецтво, розваги та відпочинок — 12,2 %, роздрібна торгівля — 11,6 %.

## Знамениті особистості
- У Гарден-Гров народився музикант та вокаліст, який прославився разом з каліфорнійським панк-гуртом The Offspring — Декстер Голланд.
- Стів Мартін — американський комік, письменник і актор.